# Avion cu reacție precolumbian

Avion cu reacție precolumbian expus la Institutul Smithsonian, Washington DC, Statele Unite. Exponatul este însoțit de următoarea explicație: artefact din aur, o insectă stilizată, aparținând culturii quimbaya, departamentul Antioquia, Columbia, circa 1000-1500 e.n.

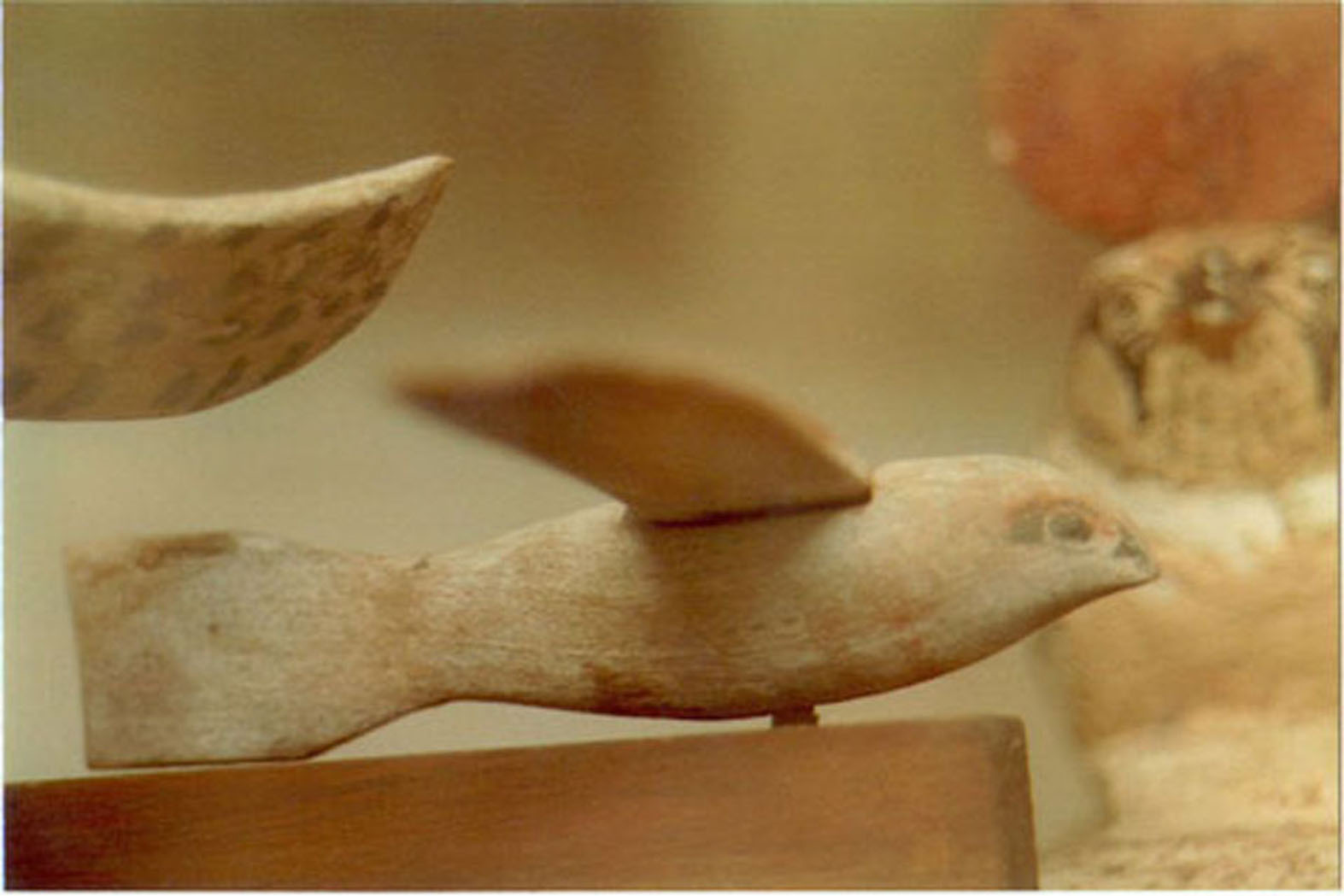
Pasărea din Saqqara

Termenul de avion cu reacție precolumbian (engleză Pre-Columbian Jet) indică o colecție de bijuterii vechi din aur realizate de civilizația quimbaya, cu forme uimitor de asemănătoare cu ale unui avion cu reacție cu aripi delta (deși ele sunt clasificate de către experți drept figuri zoomorfe), acestea sunt considerate OOPArt (en. Out-of-place artifact), adică artefacte care nu au ce căuta într-un anumit loc și timp al istoriei.
Acestea măsoară aproximativ 2-5 cm în lungime.

## Opinia comunității științifice

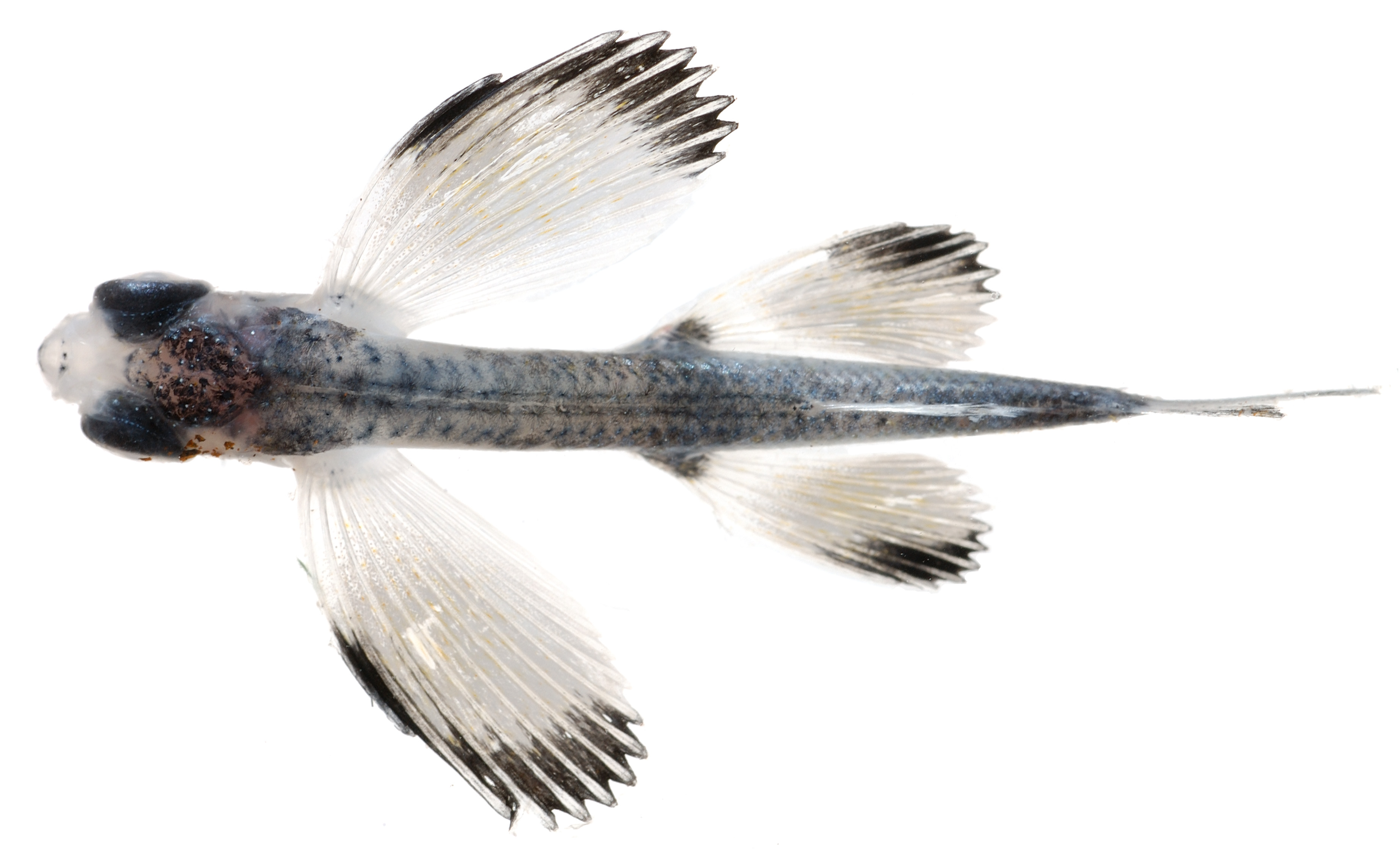
O specie de pește zburător (lat. Hirundichthys)

Opinia comunității științifice nu a suferit nicio schimbare în legătură cu publicațiile senzaționale din mass-media. A considerat întotdeauna figurinele înaripate ale culturii Quimbaya  ca reprezentări stilizate ale păsărilor, șopârlelor, amfibienilor, peștilor zburători și insectelor tipice regiunii.